# 福本潤一
福本 潤一（ふくもと じゅんいち、1949年〈昭和24年〉3月23日 - ）は、日本の政治家、水利学者（地域環境工学）
参議院議員（2期）、参議院災害対策特別委員長、農林水産大臣政務官（第1次小泉第2次改造内閣・第2次小泉内閣）を務めた。

## 来歴
1949年（昭和24年）に広島県広島市南区で生まれる。広島市立宇品東小学校、広島市立翠町中学校、広島県内の進学校の修道高等学校に入学し卒業した。東京大学農学部に入学し卒業する。東京大学大学院（博士課程）を単位修得し農学博士号を取得した。専門分野は地域環境工学であり、愛媛大学農学部に助手として赴任し、愛媛大学（農学部）の助教授にまで至る。途中、情報処理センター農学部分室長、愛媛大学連合大学院の教官を務める。

### 政界入り
1995年の第17回参議院議員通常選挙の比例区で新進党から初当選した。その後、新進党の解党に伴い、公明党に移籍する。当選2回。主に、農業や環境問題を得意分野とし、『水利の風土性と近代化』などの著作がある。新進党愛媛県連会長、参議院災害対策特別委員長、農林水産大臣政務官を歴任する。参議院農林水産委員会、環境委員会、建設委員会、行政監視委員会などに所属していた。公明党を離党する直前は、党役職として公明党副幹事長、公明党四国方面副議長、公明党愛媛県本部顧問などを務めていた。

### 公明党を離党
2007年7月29日に行われる第21回参議院議員通常選挙において、公明党トップは福本を体調不良を理由にして公認しないことを表明しており、選挙には立候補せず引退することに決められていたが、6月15日、国会内での記者会見において、自身の政界引退について納得していないことと離党届を提出したことを表明する。病気は現実には全快していたので、創価公明内で議論になった。席上、公明党について「全体主義的な体制だ」「ヒューマニズムを標榜していても、ヒューマニズムとは正反対の政党だ」（アンチ・ヒューマニズム）などと公明党への批判を展開した、自公連立政権についても公明党は「自民党に対して妥協している面がすごく大きい」などと批判した。これに対して公明党幹事長の北側一雄は、離党を断念するように説得したが、かなわず「極めて言語道断。公明党の党員や支持者への裏切り行為で断じて許すことはできない」などと激しく非難した。6月18日、公明党は福本の離党届を受理せず、党規違反を理由に公明党が除名処分とすることを決定した。
この参議院議員選挙について当初は野党の比例区からの立候補を模索していたが、福本と数回接触した民主党幹部らも難色を示したので、福本は7月9日に故郷である広島県選挙区（改選数2）から参議院議員選挙に無所属で立候補することを表明。投票日20日前の立候補で、自公連立政権を批判し、与野党の逆転が争点だと訴えたが落選した。
2007年10月16日、参議院予算委員会で石井一（民主党）が福本の証言を元にして、福本潤一や池田大作の参考人招致を要求。12月4日、民主党役員会において福本を参議院で参考人招致する方針を固めた。
2019年5月21日発令の春の叙勲で、旭日重光章を受章。

## 発言
2005年5月20日の参議院予算委員会で、小泉純一郎首相の靖国神社参拝を巡り、「例えばヒトラーの墓に参拝するドイツ首相というような形が起こった場合、ユダヤ人、ドイツ人がどういう感覚を持つか考えてほしい」などと小泉に質問した。これを受け、「軽率な発言で不適切だ」として公明党幹事長の冬柴鐵三より福本が口頭注意をしたと報道するも、本人は、その事実はないと認識。

## 創価学会への批判活動
福本潤一は、大学生1年の東大闘争の時1968年10月12日に日蓮正宗創価学会に入会して、長い時期、日蓮正宗創価学会員だったが、創価学会は脱会して辞めた。
日蓮正宗総本山大石寺を訪問し論議の上決断して、勧戒を受け日蓮正宗信徒（法華講員）になった。
現在は、日蓮正宗信徒（法華講員）として「日蓮大聖人の仏法の正当さ」を訴え「創価学会への批判活動」も行っている。